# The Treatment
The Treatment (br: Divã do Amor pt: Amo-te dos Pés à Cabeça) é um filme americano de comédia romântica lançado em 2006, produzido e dirigido por Oren Rudavsky e protagonizado por Chris Eigeman e Famke Janssen. É baseado em um romance com o mesmo título de Daniel Menaker.
The Treatment venceu na categoria de Melhor Narrativa de Nova York no Festival de Cinema de Tribeca de 2006.
John Zorn, que compôs a trilha sonora do filme, ganhou uma Fundação MacArthur , o prêmio "Genius" por sua música em 2006. O álbum, intitulado Filmworks XVIII: The Treatment, apresenta uma trilha sonora completa para o filme de John Zorn. O álbum foi lançado pela própria gravadora da Zorn, a Tzadik Records.

## Sinopse
O filme começa com Jake Singer (Chris Eigeman) se encontrando com Julia (Stephanie March) em uma tentativa de reacender seu relacionamento; ela, no entanto, informa-o de que ela está recentemente noiva e está querendo ligar para ele. O casamento será em Aspen, mas ela o convida para sua festa pré-casamento em Nova York.
Jake, filho de um médico aposentado Arnold Singer (Harris Yulin), é um professor de inglês e um pouco de um técnico de basquete em Coventry, uma escola particular de Manhattan. Ele se envolve com Allegra Marshall (Famke Janssen) a viúva de um cavalheiro rico que morreu repentinamente de uma embolia cardíaca .
Jake procura tratamento do psicanalista Dr. Ernesto Morales (Ian Holm) que freqüentemente surpreende Jake na forma de alucinações tentando moldar ou modificar seu comportamento.

## Elenco
- Chris Eigeman ... Jake Singer
- Famke Janssen ... Allegra Marshall
- Harris Yulin ... Arnold Singer
- Ian Holm ... Dr. Ernesto Morales
- Stephanie March ... Julia
- Peter Vack ... Ted
- Griffin Newman ... Scott
- Josh Barclay Caras ... Phil
- Matt Stadelmann ... Chris
- Lindsay Johnson ... Walter Cooper
- Roger Rees ... Leighton Proctor
- Stephen Lang ... Coach Galgano
- Thomas Bubka ... Other Coach
- Maddie Corman ... Patty Mcpherson
- Stephen Lee Anderson ... Bill Daniels
- Tyrone Mitchell Henderson ... Gerry Leonard